# Rudolf Schrey
Rudolf Schrey (* 25. Dezember 1869 in Brüx/Böhmen; † 19. Januar 1952 in Frankfurt am Main) war ein deutscher Kunsthistoriker und Kunsthändler.
Rudolf Schrey machte zunächst eine Ausbildung zum Buchhändler und war ab ca. 1893 Mitarbeiter der Kunsthandlung Artaria in Wien. Ab 1905/19 war er als Direktorialassistent am Graphischen Kabinett und der Bibliothekar des Städel in Frankfurt angestellt, seit 1919 war er als selbständiger Kunsthändler in Frankfurt tätig.
Seine Sammlung an Kunstreproduktionen des 19. und 20. Jahrhunderts befindet sich seit 1951 in der Photothek des Zentralinstituts für Kunstgeschichte und wird dort intensiv seit 2013 digitalisiert und erschlossen. Die Sammlung ist für die Forschung nicht nur deshalb interessant, weil sie eine einzigartige Dokumentation des Kunstmarktes von 1869 bis 1945 darstellt, sondern auch, weil sie die Entwicklung der Kunstreproduktion exemplarisch aufzeigt.

## Veröffentlichungen (Auswahl)
- Einführung "Künstlerfamilie Morgenstern" für den Katalog: Die Morgenstern: eine Frankfurter Künstlerfamilie in fünf Generationen ; Führer durch die Morgenstern-Ausstellung im Frankfurter Kunstverein ; [10. bis 30. Oktober 1911], Frankfurter Kunstverein, 1911
- Das graphische Werk Fritz Boehles 1892–1912. Beschreibendes Verzeichnis. Frankfurt am Main 1914;
- (Hrsg.): Stift und Feder. Frankfurt 1916–1932
- (Hrsg.): Die Zeichnung. Frankfurt 1937, Heft 1–4/5.
- Fritz Boehle. Leben und Schaffen eines deutschen Künstlers. Klimsch’s Druckerei J. Maubach & Co, Frankfurt am Main 1925